# 대위해
대위해(大瑋瑎, ? ~ 906년?, 재위: 894년? ~ 906년?)는 발해의 제14대 국왕이다. 그의 실체가 그동안 알려지지 않았다가, 1940년 중국의 역사학자 김육불에 의해 당회요 등 문헌에서 확인되었다. 시호는 그의 기록이 남아있지 않아서 알 수 없다. 한때 그의 시호가 철왕(澈王)이라는 설이 있었으나 근거가 불확실하다. 별칭은 위계(瑋階)이다.

## 치세
기록이 오래 실전됐다가 20세기에 그 존재가 확인되었다. 다른 이름은 위계(瑋階)이다.
이름이 처음 나타난 것은 당회요(唐會要)에서 895년 10월 당에서 관직을 올려주는 책봉을 받는 것으로 나타난다. 894년에 문적원감(文籍院監) 배정(裵挺)을 일본에, 905년에는 오소도(烏炤度)를 중국 당나라에 파견하는 등 외교 활동을 전개하였다. 897년에는 신라 정벌을 논하였으나 신하들의 반대로 무산되었다.
행적이나 가계는 알려지지 않아 대현석과 대위해의 관계가 불확실하다. 안정복의 동사강목과 유득공의 발해고에도 그에 관련된 내용은 수록되지 않았다. 
정약용은 발해속고에서 대현석이 50년간 재위했다고 하나 이는 신뢰하기 어려우며 이후 말왕 대인선과의 사이에 있던 몇몇 왕의 이름이 전해지지 않아 당나라 사서(구당서, 신당서)에서 누락됐을 것이라고 추정했다. 이는 후대의 청나라 학자 김육불에 의해 실체로 확인되었다. 오랫동안 대위해의 이름은 알려지지 않았으나 1940년대에 중국의 역사학자인 진위푸가 《당회요》(唐會要)에서 당나라 건녕(乾寧) 2년(895) 10월의 기사에서 '賜渤海王大瑋瑎勅書 翰林稱加官 合是中書撰書意 諮報中書' 라고 쓴 부분 발해 국왕 대위해(大瑋瑎)에게 칙서를 내린 기사를 확인, 그의 이름을 발견함으로써 발해의 역대 국왕 중의 한 명으로 복원되었다.
한때 그의 시호가 철왕(澈王)이라는 설이 있었으나 근거가 불확실하다.

## 가계
- 부왕 : 경왕(景王) 대현석(大玄錫)
  - 대위해
    - 왕자 : 대인선(大諲譔) - 발해 제15대 국왕
    - 왕자 : 대씨(大氏)
    - 왕자 : 대봉예(大封裔)[2]
      - 왕손 : 대원양(大元讓)[3]
      - 왕손 : 대원겸(大元謙)

## 같이 보기
- 신라
  - 진성여왕 (887년 ~ 897년)
  - 효공왕 (897년 ~ 912년)
- 후백제
  - 견훤 (900년 ~ 935년)
- 태봉
  - 궁예 (901년 ~ 918년)